# Arin Wright
Arin Wright (* 25. Dezember 1992 als Arin Hadley Walton Gilliland in Lexington, Kentucky) ist eine US-amerikanische Fußballspielerin, die seit der Saison 2015 bei den Chicago Red Stars in der National Women’s Soccer League unter Vertrag steht.

## Karriere

### Verein
Während ihres Studiums an der University of Kentucky spielte Wright von 2011 bis 2014 für die dortige Universitätsmannschaft der Kentucky Wildcats und lief parallel dazu im Jahr 2014 bei der W-League-Franchise Ottawa Fury Women auf. Anfang 2015 wurde Wright beim College-Draft der NWSL in der ersten Runde an Position acht von den Red Stars verpflichtet. Ihr Ligadebüt gab sie am 18. April 2015 gegen den Seattle Reign FC. Zwischen 2016 und 2019 spielte Wright jeweils zum Jahreswechsel auf Leihbasis beim australischen Erstligisten Newcastle United Jets.

### Nationalmannschaft
Anfang 2014 kam Wright im Rahmen des Sechs-Nationen-Turniers in La Manga zu drei Einsätzen in der US-amerikanischen U-23-Nationalmannschaft.

## Privates
Arin Wright ist seit Oktober 2018 mit Evan Wright verheiratet.